# Lista de doges de Veneza

Brasão da República de Veneza.

Esta é a lista dos 120 doges de Veneza. O nome é seguido da data de eleição.
Durante mais de mil anos a cidade de Veneza e mais tarde a Sereníssima República de Veneza era denominado Doge, um título raro mas não único na Itália, proveniente do termo latino dux. Os Doges de Veneza eram eleitos até ao fim da vida pela aristocracia da cidade-estado e eram normalmente escolhidos entre os mais velhos nobres da cidade.
Apesar do grande poder de que dispunham os doges de Veneza, estes eram, contrariamente aos doges da Republica de Génova, obrigados por lei a estar para o resto da vida no complexo do Palácio Ducal e Basílica de São Marcos, com raras dispensas para deslocações ao exterior por motivos diplomáticos.

## Lista dos doges de Veneza
1. Paulo Lúcio Anafesto (697)
2. Marcello Tegalliano (717)
3. Orso Ipato (726)
4. Teodato Ipato (742)
5. Galla (755)
6. Domênico Monegário (756)
7. Maurício Galba (764)
8. João Galba (787)
9. Obelerio Antenoreo (804)
10. Angelo Participazio (809)
11. Giustiniano Participazio (827)
12. Giovanni Participazio I (829)
13. Pietro Tradonico (837)
14. Orso Participazio I, 864)
15. Giovanni Participazio II (881)
16. Pietro Candiano I (887)
17. Pietro Tribuno (888)
18. Orso Participazio II (912)
19. Pietro Candiano II (932)
20. Pietro Participazio (939)
21. Pietro Candiano III (942)
22. Pietro Candiano IV (959)
23. Pietro Orseolo I (976)
24. Vitale Candiano (978)
25. Tribuno Memmo (979)
26. Pietro Orseolo II (991)
27. Ottone Orseolo (1009)
28. Pietro Barbolano (1026)
29. Domenico Flabanico (1032)
30. Domenico Ier Contarini (1043)
31. Domenico Selvo (1071)
32. Vital Faliero de Doni (1084)
33. Vital Michele I (1096)
34. Ordelafo Faliero (1102)
35. Domenico Michele (1117)
36. Pietro Polani (1130)
37. Domenico Morosini (1148)
38. Vital Michele II (1156)
39. Sebastian Ziani (1172)
40. Orio Mastropiero (1178)
41. Enrico Dandolo (1192)
42. Pietro Ziani (1205)
43. Jacopo Tiepolo (1229)
44. Marino Morosini (1249)
45. Reniero Zeno (1252)
46. Lorenzo Tiepolo (1268)
47. Jacopo Contarini (1275)
48. João Dandolo (1280)
49. Pietro Gradenigo (1289)
50. Marino Zorzi (1311)
51. Giovanni Soranzo (1312)
52. Francesco Dandolo (1328)
53. Bartolomeo Gradenigo (1339)
54. Andrea Dandolo (1342)
55. Marino Faliero (1354)
56. Giovanni Gradenigo (1355)
57. Giovanni Delfino (1356)
58. Lorenzo Celsi (1361)
59. Marco Corner (1365)
60. Andrea Contarini (1367)
61. Michele Morosini (1382)
62. Antonio Veniero (1382)
63. Michele Steno (1400)
64. Tommaso Mocenigo (1413)
65. Francesco Foscari (1423)
66. Pasqual Malipiero (1457)
67. Cristoforo Moro (1462)
68. Nicolo Trono (1471)
69. Nicolo Marcello (1473)
70. Pietro Mocenigo (1474)
71. Andrea Vendramino (1476)
72. Giovanni Mocenigo (1478)
73. Marco Barbarigo (1485)
74. Agostino Barbarigo (1486)
75. Leonardo Loredano (1501)
76. Antonio Grimani (1521)
77. Andrea Gritti (1523)
78. Pietro Lando (1538)
79. Francesco Donato (1545)
80. Marcantonio Trivisano (1553)
81. Francesco Veniero (1554)
82. Lorenzo Priuli (1556)
83. Giorolamo Priuli (1559)
84. Pietro Loredano (1567)
85. Alvise Mocenigo I (1570)
86. Sebastiano Venier (1577)
87. Nicolò da Ponte (1578)
88. Pasqual Cicogna (1585)
89. Marino Grimani (1595)
90. Leonardo Donato (1606)
91. Marcantonio Memmo (1612)
92. Giovanni Bembo (1615)
93. Nicolò Donato (1618)
94. Antonio Priuli (1618)
95. Francesco Contarini (1623)
96. Giovanni Cornaro I (1624)
97. Nicolò Contarini (1630)
98. Francesco Erizzo (1631)
99. Francesco Molino (1646)
100. Carlo Contarini (1655)
101. Francesco Cornaro (1656)
102. Bertuccio Valiero (1656)
103. Giovanni Pesaro (1658)
104. Domenico Contarini II (1659)
105. Nicolò Sagredo (1674)
106. Luigi Contarini (1676)
107. Marcantonio Giustinian (1683)
108. Francesco Morosini (1688)
109. Silvestro Valiero (1694)
110. Alvise Mocenigo II (1700)
111. Giovanni II Cornaro (1709)
112. Sebastiano Mocenigo (1722)
113. Carlo Ruzzini (1732)
114. Alvise Pisani (1735)
115. Pietro Grimani (1741)
116. Francesco Loredano (1752)
117. Marco Foscarini (1762)
118. Alvise Giovanni Mocenigo (1763)
119. Paolo Renier (1779)
120. Ludovico Manin (1789), abdicou em 1797 obrigado por Napoleão Bonaparte